# Phleboeis
Phleboeis là một chi bướm đêm thuộc họ Noctuidae.